# Lispomontia coxidens
Lispomontia coxidens is een hooiwagen uit de familie Triaenonychidae.